# Саднево
Саднево (на гръцки: Κύκνος - Кикнос), познато още като Сатовица, е село в Западна Тракия, Гърция в дем Мустафчово.

## География
Селото се намира на южните склонове на Родопите.

## История
Според Патриарх Кирил към 1943 година в Саднево (Саднювица) има 60 помашки домакинства.